# Орлики (рослина)
Орлики (Aquilegia) — рід квіткових рослин родини жовтецевих (Ranunculaceae). Рід містить понад 100 видів (згідно з Plants of the World Online і Catalogue of Life) і поширений у помірних регіонах північної півкулі (Євразія, північно-західна Африка, Північна Америка).

## Морфологічна характеристика
Це багаторічні трави. Кореневища тонкі й дерев'янисті. Стебла численні, прямовисні, прості або розгалужені. Листки складні, базальні на довгих ніжках, дистальні сидячі. Суцвіття зонтикоподібні, 1–10-квіткові. Квітки двостатеві, радіально-симетричні; чашолистків 5, не стійкі при плодах, розлогі, пелюсткоподібні, від білих до блакитних, жовті або червоні; пелюстків 5, зазвичай менші за чашолистки, основа зазвичай подовжена в шпору, від білого до синього, жовтого або червоного кольору; тичинок багато. Листянки сидячі, циліндричні; дзьоб прямий. Насіння численне, блискуче, чорне, вузько зворотно-яйцювате, гладке.

## Поширення
Представники цього роду, згідно з флористичним районуванням А. Л. Тахтаджяна (1986), мають природне поширення в Східноазійській, Циркумбореальній, Атлантично-Північноамериканській, Скелясто-гірській, Мадріанській, Середземноморській та Ірано-Туранській флористичних областях. Натуралізувалися в Південній Америці і Австралії.

## Використання
Різновиди деяких видів використовуються як декоративні рослини (як покривні, в альпінаріях, для букетів). 

## Класифікація
Рід Aquilegia L. представлений 65-72 видами багаторічних трав'янистих рослин і традиційно вважається складним в таксономічному відношенні. Всі представники роду генетично тісно пов'язані, схрещуються в будь-яких комбінаціях і дають здатні до розмноження гібриди. 
- Aquilegia alpina
- Aquilegia atrata
- Aquilegia atrovinosa
- Aquilegia aurea
- Aquilegia barbaricina
- Aquilegia barnebyi
- Aquilegia bernardii
- Aquilegia bertolonii
- Aquilegia blecicii
- Aquilegia brevistyla
- Aquilegia buergeriana
- Aquilegia caerulea
- Aquilegia canadensis
- Aquilegia champagnatii
- Aquilegia chrysantha
- Aquilegia desertorum
- Aquilegia desolatica
- Aquilegia dinarica
- Aquilegia ecalcarata
- Aquilegia einseleana
- Aquilegia elegantula
- Aquilegia eximia
- Aquilegia flabellata
- Aquilegia flavescens
- Aquilegia formosa
- Aquilegia glandulosa
- Aquilegia grahamii
- Aquilegia grata
- Aquilegia incurvata
- Aquilegia japonica
- Aquilegia jonesii
- Aquilegia karatavica
- Aquilegia karelini
- Aquilegia kitaibelii
- Aquilegia lactiflora
- Aquilegia laramiensis
- Aquilegia litardierei
- Aquilegia longissima
- Aquilegia loriae
- Aquilegia micrantha
- Aquilegia moorcroftiana
- Aquilegia nigricans — Орлики чорніючі
- Aquilegia nugorensis
- Aquilegia nuragica
- Aquilegia olympica
- Aquilegia ottonis
- Aquilegia oxysepala
- Aquilegia pancicii
- Aquilegia parviflora
- Aquilegia paui
- Aquilegia pubescens
- Aquilegia pubiflora
- Aquilegia pyrenaica
- Aquilegia rockii
- Aquilegia thalictrifolia
- Aquilegia saximontana
- Aquilegia schockleyi
- Aquilegia scopulorum
- Aquilegia sibirica
- Aquilegia transsilvanica
- Aquilegia triternata
- Aquilegia turczaninovii
- Aquilegia viridiflora
- Aquilegia vitalii
- Aquilegia viscosa
- Aquilegia vulgaris — Орлики звичайні
- Aquilegia yabeana

## Орлики в Україні
Два види орликів занесені до Червоної книги України:
- Орлики чорніючі (Aquilegia nigricans Baumg.), природоохоронний статус виду — «Рідкісний»[4]
- Орлики трансильванські (Aquilegia transsilvanica Schur), природоохоронний статус виду — «Зникаючий»[5]

Окрім них, в Україні поширені орлики звичайні (Aquilegia vulgaris), які розводять як декоративну рослину.